# Камилла Моне на скамейке в саду
«Камилла Моне на скамейке в саду» (фр. Camille Monet assise sur un banc de jardin) — картина французского художника Клода Моне, написанная им в 1873 году. На ней изображена первая жена художника Камилла Донсье и ещё два человека. Картина находилась в Берлине до 1947 года и затем попала в США через Швейцарию. С 2002 года она находится в Музее Метрополитен.

## Описание
На картине изображены две женщины и мужчина. Однако только женщина на скамейке может быть одназначно идентифицирована. Это первая жена Моне Камилла Донсье (1847—1879), которую он изобразил на многих своих картинах. Мужчина в чёрном костюме и шляпе за спиной Камиллы — сосед Моне, имя которого не сохранилось.
Изображен сад в парижском пригороде Аржантёй, который принадлежал дому, где Моне, его жена и их четырёхлетний сын Жан жили с конца 1871 года. Сад с Камиллой появляется на многих картинах Моне, в основном буколического характера. Но эта картина отличается довольно мрачным настроением. Камилла получила известие о смерти отца в сентябре 1873 года. В левой руке, обозначенной горизонтальным белым мазком, она держит письмо с известием. Мужчина по-разному интерпретируется как поклонник, вестник смерти, но также и как сама смерть. Однако в письме от 7 июня 1921 года Жоржу Дюран-Рюэлю, сыну и наследнику владельца галереи, сам Моне пишет, что этот человек — сосед. Ничего не известно о личности женщины с зонтиком, которая смотрит на красные цветы, но в равной степени могла бы направить свой взгляд на центральных персонажей картины.

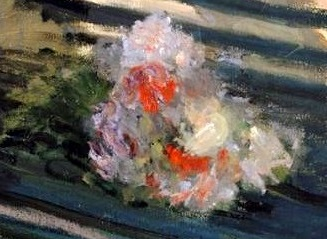
Деталь с букетом

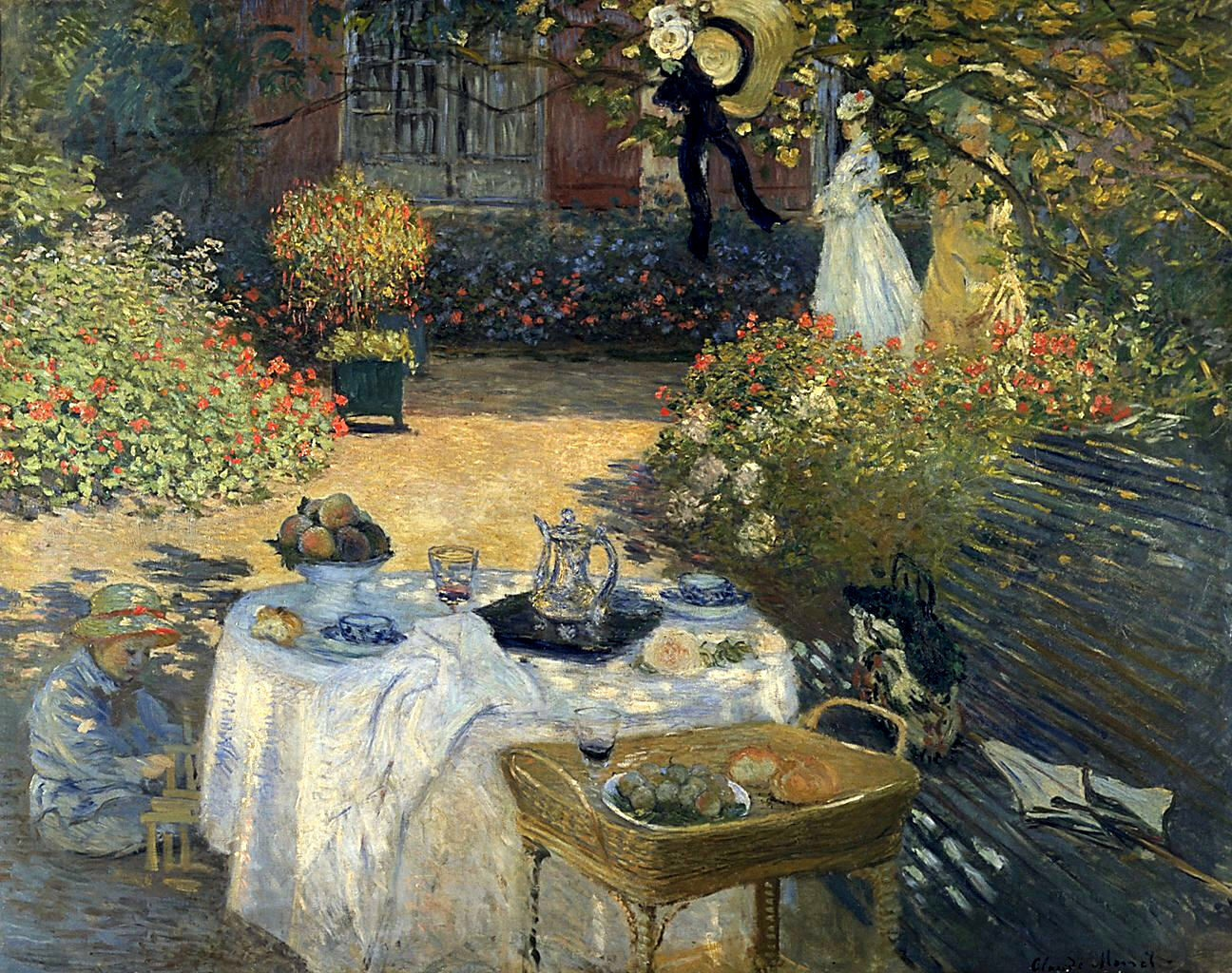
Клод Моне: Обед (1873/74), Музей д’Орсэ, Париж

Моне выбрал для картины схему освещения, которая варьируется от яркого солнечного света в левой задней части до глубокой тени с приглушёнными цветами с право на переднем плане. В качестве цветового контраста к светло-красной клумбе с геранью и заросшей стене сзади, на темной скамье справа спереди нарисован быстрыми мазками кисти букет цветов. Платье Камиллы из дамаста и бархата также выполнено в приглушённых серо-зелёных тонах. Оно соответствует последней моде 1873 года, распространяемой в журнале «La Mode Illustré». Цветовые градации и перепады были живописной особенностью Моне, который часто создавал свои поздние серии картин в зависимости от времени суток и времён года. Картина «Камилла Моне на скамейке в саду» — одна из немногих картин на открытом воздухе, где фигуры людей находятся в центре внимания художника. Впоследствии он снова написал этот сад в большем формате почти с того же ракурса, но люди здесь остаются на заднем плане. Более поздние картины на открытом воздухе с фигурами людьми по центру включают «Женщина на скамейке», «Прогулка, женщина с парасолем», «Камилла Моне с ребенком в саду», «На лугу», «Камилла с зеленым парасолем» и «Алиса Ошеде в саду». На этих портретах на открытом воздухе он варьировал воздействие света на кожу, одежду и цветы. В отличие от них, в других своих более поздних портретах он предпочитал писать прямые и преломлённые оттенки света.

## Провенанс
До 1900 года картина находилась у берлинских арт-дилеров Бруно и Пауля Кассиреров. Примерно за 10 000 марок она была продана предпринимателю и меценату Эдуарду Арнхольду (1849—1925). Его обширную коллекцию унаследовала его вдова Иоганна Арнхольд, урожденная Арнталь, умершая в 1929 году. Затем картина перешла к её дочери Элизабет. Около 1947 года картина находилась во владении Петера Гутцвиллера в Базеле, а затем попала в США. До 1949 года она находилась в нью-йоркской галерее M Knoedler & Co и была продана под названием Dans un parc Эдвину Фогелю. До 1955 года она принадлежала американскому коллекционеру и арт-дилеру Сэму Зальцу, который продал её коллекционеру Генри Иттлсону-младшему, умершему в 1973 году. В 1974 году наследники Иттлсона продали её галерее Acquavella, Нью-Йорк. В том же году она ненадолго попала в Европу в лондонскую галерею Alex Reid & Lefevre, которая в том же году продала её американскому дипломату и меценату Уолтеру Анненбергу и его жене Леонор. После смерти Анненберга в 2002 году она попала в Нью-Йорк в качестве дара музею Метрополитен.